# Montreal (banda chilena)
Montreal es una banda chilena de pop rock formada en Los Ángeles, cuyos miembros son Diego Stegmeier, Rodrigo Soto, Cristian Soto e Ignacio Aedo. Hasta 2015, estaban conformados solo por primos.

## Discografía
Álbumes de estudio
- 2018: Selección Natural
- 2020: Joane

EP
- 2016: Montreal (EP)